# Martin Kivuva Musonde
Martin Kivuva Musonde (Muthetheni, 10 de fevereiro de 1952) é um ministro queniano e arcebispo católico romano de Mombasa.
Martin Kivuva Musonde foi ordenado sacerdote em 9 de dezembro de 1978.
O Papa João Paulo II o nomeou Bispo de Machakos em 15 de março de 2003. O arcebispo de Nairobi, Raphael S. Ndingi Mwana'a Nzeki, o consagrou bispo em 3 de junho do mesmo ano; Os co-consagradores foram John Njenga, Arcebispo de Mombaça, e Nicodemus Kirima, Arcebispo de Nyeri.
Em 9 de dezembro de 2014, o Papa Francisco o nomeou Arcebispo de Mombaça. A posse ocorreu em 21 de fevereiro do ano seguinte.
Desde julho de 2021 é presidente da Conferência Episcopal do Quênia.